# 排水設備
排水設備（はいすいせつび）とは、建造物や機器、土壌等に溜まった水を外部に排出するための設備である。水を排出する行為、あるいは排出された水そのものは一般的に排水と呼ばれる。
排出対象となる水は後述するように建築実務上は多岐にわたって分類されているが、一般的な区別に従えば雨水・湧水・地下水・汚水（工業排水、空調設備に内蔵されたドレン等の排水機構から発生した水、トイレ等に設置された衛生器具などで使用されたし尿を含む水など）などである。排水設備の設置および管理に当たっては通常、安全性の確保や環境汚染や健康被害の防止、資産の保全等を実現するため、事業の計画段階において排水目的および排水の水質と水量に応じ理想的な排水速度や衛生管理の要求基準を建築学・土木工学・公衆衛生学等の見地から決定し、適切な機構を適切な状態で使用管理出来るよう配慮することが不可欠である。このように決定された基準の下で適切な排水配管を行った上、排水トラップ・通気設備などの付属設備が設けられることで排水設備が設置される。
なお、設置基準の決定は当事者間に影響を与えるのみならず、その排水設備が使用されている人工施設の利用者や、その排水設備が設置された土地の周辺の住民等といった第三者の利益に直接関わるため、私的自治による自主的な管理には馴染まないことが多い。そのため多くの国においては排水設備の性能や設置および管理に関しては私的自治を制限し、一定の法的な基準や規制を設けている。

## 排水の種類
建築設備の実務の上では、排水の性質に応じた適切な処理を可能にするために、排水の種類が次のように区分されている。
なお、下水道法では、雨水・汚水・特殊排水に区分されている。

### 生活排水
- 汚水 : 便器・ビデなどに類する衛生器具から排出されるもので、屎尿を含む排水である。
- 雑排水 : 風呂・台所・洗面台・洗濯機など比較的汚染物濃度の低い排水である。小規模厨房の排水を含める場合が多い。

### 特殊排水
- 特殊排水 : 工場・病院・研究所などから排出される排水のうち、一般の下水処理場で処理できない物質を含むものであり、処理を行った後排出する。
  - 感染性排水 : 滅菌処理を施し、感染力を減衰させることが必要である。
  - 有害物質含有排水 : 有害物質を取り除く処理が必要である。
  - 放射性排水 : 排水が含有する放射性物質の放射能が減衰するまで貯留する。

### 雨水排水
- 雨水 : 降雨や湧水によるものであり、汚染度が低いため直接の排出が可能である。また、雨水浸透槽による地下水の涵養、中水道の原水としての利用、洪水防止のための一次貯留が行われる場合もある。ある規模以上の建物では雨水を一気に下水等に放流すると、冠水する恐れがあるため、地下ピットに雨水貯留槽を設けるなどして排水調整を行うことが義務付けられることもある。

## 排水方式
ここでは、敷地内の排水方式について記述する。

### 合流式
汚水・雑排水と雨水をまとめて下水道に流す方法。
- 排水経路が単純化できるので、埋設物が多い都市部でも工事が容易く、管理もしやすい。
- 一般的に管渠（かんきょ）の口径が大きく、浸水防止に効果的。
- 雨水の量が増えると下水処理場に流れ込む雨水が汚水を希釈し、下水処理場の浄化効率が下がる。

### 分流式
汚水と雑排水のみを下水道に流し、雨水は別の管渠で公共用水域に放流する方法。
- すでに公共の雨水排水路などがある地域では、汚水配管のみの敷設で済み、工事費が安くなる。
- 排水経路を分けるため、工事の手間が増える。
- 雨水で汚水が希釈されることがない。

## 配管系統
1. 器具排水管 : 衛生器具に取り付けるもの
2. 排水横枝管 : 器具排水管と排水横主管または排水縦管とを接続するもの
3. 排水横主管 : 排水横枝管と排水縦管とをまたは排水縦管と敷地排水管とを接続する横引き配管
4. 排水縦管 : 排水管を建築物の階をまたいで接続する縦配管
5. 敷地排水管 : 建築物の外壁面1mの地点から始まり、下水道本管または浄化槽などの処理施設への接続のための配管

## 間接排水
間接排水とは、排水配管を一旦大気中に開放し、その後一般排水配管に接続するものである。一般排水の配管に直結すると衛生上問題がある次のような機器の排水に用いられる。
- 冷蔵庫・洗濯機・食器洗浄機・水飲み器・冷水器などに類する機器⇒本規制は平成12年5月30日にて改廃され冷蔵庫・水飲み器のみの記載と変更された。
- 滅菌器・消毒器などに類する機器
- 空気調和設備・給水ポンプなどに類する機器
- 給水タンクなどの水抜き配管・オーバーフロー配管

なお、注意点として次の点があげられる。
- 調理・洗面・手洗いを目的とする衛生器具に間接排水を開口してはならない。
- 原則として器具・機器近傍に必要な開口空間を取って排水する。
- 近傍に空間が取れない場合は、配管で導いた後開口空間を取っても良い。

## 設計法
- 排水容量の算出
- 配管径の算出

## その他
- 大地震などの大災害で排水設備に大規模な被害が発生した場合、排水設備をしないままだと大潮などでさらなる被害を受ける可能性があるため、早急の排水設備の復旧が要求される[2]。